# 97. Sinfonie (Haydn)
Die Sinfonie Nr. 97 in C-Dur (Hob. I:97) komponierte Joseph Haydn im Jahr 1792. Das Werk gehört zu den berühmten Londoner Sinfonien und wurde am 3. oder 4. Mai 1792 uraufgeführt.

## Allgemeines

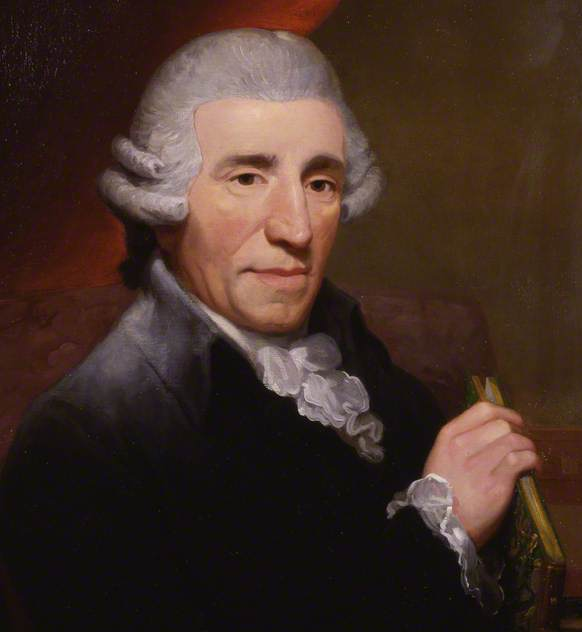
Franz Joseph Haydn (1732–1809)

Das Werk wurde am 3. oder 4. Mai 1792 in London im Rahmen der „Salomon´s Concerts“ uraufgeführt und bildet den Abschluss der Sinfonien von Haydns erster Londoner Reise. Insbesondere der erste Satz steht in der Tradition der bis in den Barock zurückreichenden, festlichen C-Dur – Sinfonien für großes Orchester mit Pauken und Trompeten sowie Dreiklangs- und Fanfarenthematik, von denen Haydn auch früher einige Vertreter komponiert hatte (bei Haydns frühen Sinfonien z. B. Nr. 20, Nr. 32, Nr. 33 und Nr. 38). Die Sinfonie wurde „auf besonderen Wunsch“ am 11. Mai 1792 wiederholt. Entgegen der konservativen Tradition des Werkes enthält die Sinfonie Nr. 97 auch mehrere damals moderne Elemente:
- So schreibt z. B. Ulm (2007)[1]: Die Sinfonie Nr. 97 ist „das modernste Werk der ersten Londoner Symphonienserie. Bei keinem ihrer Schwesterwerke war Haydn so innovativ, bei keinem so ausgelassen, in keinem hat er die Grenzen des tradierten Formenkanons so konsequent überschritten.“
- Mainka (1991)[2] meint, dass die Sinfonie „nicht nur einen Gipfelpunkt dieser Traditionslinie darstellt, sondern (…) vom Komponisten als Ausprägung eines Idealtypus gedacht war“ und führt als Beispiel die tonale Spannung der ersten Takte der Einleitung auf.
- Jacob (1952)[4] bezeichnet das „selbst für seine Art ungewohnt übermütigem Werk“ als „sehr österreichisch“ und sieht in den oft abrupten Wechseln der Klangfarbe der Sinfonie Anklänge an Franz Schubert.
- Nach Finscher (2000)[3] weist Nr. 97 „in macher Hinsicht weiter in die Zukunft (…) als die früheren Londoner Sinfonien: Beethoven hat sich in der 1. Symphonie und noch in der Eroica seiner erinnert. Die Tendenz der vorangegangenen Werke, Einleitung und Allegro und darüber hinaus mehrere oder alle Sätze des Zyklus zu verbinden, wird stärker, und wie dort geht es mehr um subthematische und strukturelle Beziehungen als um thematische.“ Finscher hebt als Besonderheiten hervor: 1. die Motivverknüpfung von Einleitung und Vivace, 2. die Verknüpfung von Trio und Presto durch identische Anfangstöne, 3. eine strukturelle Verknüpfung durch Besonderheiten in den Schlüssen aller Sätze, 4. die Form des ersten Satzes mit der ungewöhnlich langen Coda als selbständigem Satzteil.
- Nach Walter (2007)[5] bleibt Haydn bei seiner letzten Sinfonie im festlichen C-Dur-Typus jedoch hinter dem Anspruch zurück, „dem Publikum ein nach Inhalt und Umfang großes Werk als Abschluss dieses ersten Londoner Aufenthaltes darzubieten.“

Wie auch bei den anderen Londoner Sinfonien, war das Werk kurz nach Erscheinen in zahlreichen Bearbeitungen für den Hausgebrauch (z. B. Flöte mit Streichquartett, Klaviertrio, Klavier) verbreitet.
Nachdem Ludwig van Beethoven während seiner Bonner Zeit einen Sinfoniesatz in c-Moll begonnen hatte, wandte er sich 1795/1796 der Arbeit an einer C-Dur-Sinfonie zu, die von Haydns Sinfonie Nr. 97 beeinflusst war. Beide Werke Beethovens blieben unvollendet, jedoch verwendete Beethoven einiges Material des C-Dur – Fragments für seine 1. Sinfonie. Die Jenaer Sinfonie, die früher als Werk des jungen Beethovens galt und ebenfalls Anklänge an Nr. 97 zeigt, wurde in den 1950er Jahren als Werk Friedrich Witts identifiziert.

## Zur Musik
Besetzung: zwei Flöten, zwei Oboen, zwei Fagotte, zwei Hörner, zwei Trompeten, Pauken, zwei Violinen, Viola, Cello, Kontrabass. Es ist gut belegt, dass Haydn seine Sinfonien bei den Londoner Konzerten vom Cembalo und ab 1792 vom „Piano Forte“ leitete, wie es der damaligen Aufführungspraxis entsprach. Dies ist ein Indiz für den Gebrauch eines Tasteninstrumentes (also Cembalo oder Fortepiano) als Continuo in den „Londoner Sinfonien“.
Aufführungszeit: ca. 25 Minuten.
Bei den hier benutzten Begriffen der Sonatensatzform ist zu berücksichtigen, dass dieses Modell erst Anfang des 19. Jahrhunderts entworfen wurde (siehe dort). – Die hier vorgenommene Beschreibung und Gliederung der Sätze ist als Vorschlag zu verstehen. Je nach Standpunkt sind auch andere Abgrenzungen und Deutungen möglich.

### Erster Satz: Adagio – Vivace
Adagio: C-Dur, 3/4-Takt, Takt 1–13
Haydn eröffnet die Sinfonie mit einem Unisono-C im Forte, wobei die 2. Violine mit piano klopfenden Achtelrepetitionen das Metrum vorgibt. Eine etwas nachdenkliche Kadenzfigur der Streicher mit Vorschlagsfloskel weitet dann abrupt den harmonischen Raum bis zur Doppeldominante D-Dur (Takt 2), führt jedoch rasch über die Dominante G-Dur (Takt 3) zurück zur Tonika C-Dur (Takt 4). Nach dieser geschlossenen Wendung greifen die parallel geführte Solo-Flöte mit der 1. Violine den Melodiebogen in einer sanglichen Passage auf und führen ihn mit Verzierungen unter Streicherbegleitung weiter. Die Einleitung endet nicht wie sonst meist üblich „offen“ auf der Dominante, sondern führt mit dem Motiv von Takt 2/3 direkt ins Vivace. Dieses „Kadenzmotiv“ tritt als Variante in der Schlussgruppe des Vivace ab Takt 99 und zu Beginn der Coda ab Takt 240 wieder auf (Verknüpfung der Sätze, s. o.).

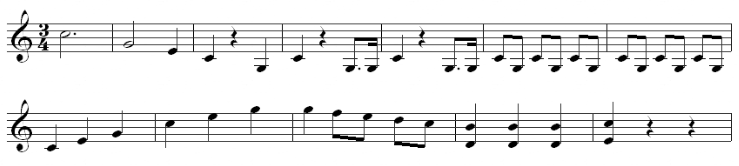
Fanfarenartiges erstes Thema des Vivace.

Vivace: C-Dur, 3/4-Takt, Takt 14–293
Das Vivace beginnt kontrastierend zur Einleitung im Forte des ganzen Orchesters mit seinem „lärmenden“ ersten Thema, das aus vier Teilen besteht: absteigender C-Dur – Dreiklang, polternde Abfolge von Quarten (zunächst auftaktig und mit punktiertem Rhythmus) als „Anlauf“ für den folgenden, strahlend-aufsteigenden C-Dur – Dreiklang und eine kurze, einfache Schlusswendung. Insgesamt bekommt das erste Thema dadurch einen fanfarenartig-festlichen, heroischen Charakter. Die Schlusswendung wird dann mit Echoeffekten weitergeführt, ehe der neue Forte-Block ab Takt 40 das fallende Dreiklangsmotiv aufgreift: zunächst mit punktiertem Rhythmus, dann gegenstimmenartig im Bass zur auf- und absteigenden Begleitfigur der Violinen mit Achtelketten und hüpfendem „Galopp“-Rhythmus („Bass-Motiv“). Die Passage ab Takt 60 mit Achtelketten im Unisono bekommt trotz der gleichmäßigen Notenwerte durch Chromatik, Akzente und große Intervallsprünge einen unruhigen Charakter. Über das Dreiklangsmotiv vom ersten Thema kündigt sich eine Zäsur (Generalpause, Takt 74/75) als Vorbereitung für das zweite Thema an.
Dieses (ab Takt 76) hat tänzerischen Charakter und wird von den Streichern mit Begleitung des Fagotts vorgetragen. Die Vorschlagsfloskel des Themas und die auf-absteigenden Achtelketten kann man sich aus dem vorigen Material abgeleitet denken. Im zweiten Teil des Themas treten auch Oboen und Flöten hinzu. Die Schlussgruppe (ab Takt 91) bringt im Tutti und Forte Triolen-Läufe im Unisono und greift dann in den Streichern piano das Kadenzmotiv wieder auf (ab Takt 99). Die Exposition wird wiederholt.
Die Durchführung beginnt mit dem Kopf des ersten Themas in Es-Dur, um ihn nach kurzer Piano-Figur der Streicher mit Fagott von D-Dur aus zu wiederholen. Anschließend setzen die Holzbläser mit einer polyphonen Passage ein, bei der das Quart-Motiv vom ersten Thema im geheimnisvollen Pianissimo auftaktig und abtaktig durch die Streicher wandert. Ab Takt 143 wird dann im Forte-Block das Bass-Motiv entsprechend Takt 53 mit den Achtelketten als Begleitung verarbeitet (ab Takt 151 vertauschte Rollen zwischen Bass und Oberstimme). Die gleichmäßigen Achtelketten leiten über zur Reprise.
In der Reprise ist anfangs mit der Exposition identisch, im Überleitungsteil hat dann jedoch der Themenkopf einen dramatischen Auftritt in As-Dur (ab Takt 195), während das Bass-Motiv (zunächst) ausgelassen wird. Die Coda (ab Takt 240 oder 246) weitet das nachdenkliche Kadenz-Motiv der Schlussgruppe bzw. der Einleitung in die Länge aus (bis Takt 267), reicht dann das in der Reprise ausgelassene Bass-Motiv nach, bringt nochmals den Kopf vom ersten Thema und beendet den Satz mit fanfarenartiger Dreiklangsmelodik. Durch ihre ungewöhnliche Länge wird die Coda hier als selbständiger Satzbestandteil aufgewertet, so dass man je nach Standpunkt von einer Vierteiligkeit des Satzes sprechen kann (Exposition, Durchführung, Reprise, Coda).

### Zweiter Satz: Adagio, ma non troppo
F-Dur, 2/2-Takt (alla breve), 149 Takte
In diesem Variationssatz hat Haydn alle Wiederholungen bis auf die Moll-Variation ausgeschrieben, um die Wiederholungen geringfügig variieren zu können (z. B. in der Klangfarbe). Mögliche Satzgliederung:
- Vorstellung des Themas (Takt 1–44, piano): Die thematische Haupteinheit besteht im ersten Teil (Takt 1–16) aus vier Takten mit zwei Motiven: ein durch Pausen unterbrochener, im punktierten Rhythmus aufsteigender F-Dur – Dreiklang[14] und eine sangliche Figur in gleichmäßigen, gebundenen Vierteln, die im Nachsatz mit Chromatik angereichert ist. Am Ende jeder Einheit spielen die Bläser zwei getupfte Schlussakkorde. Der zweite Teil (Takt 17–44) beginnt mit der Stimmführung im Bass und weitet dann das Viertel-Motiv mit Chromatik aus, wodurch die Klangfarbe etwas melancholisch getrübt wird.
- Variation 1 (Takt 45–66), F-Dur, mit Auflösung der Melodie in Triolen, wie bisher Streicher mit stimmführender 1. Violine vorherrschend.
- Variation 2 (Takt 67–84), f-Moll, Wechsel von Tutti-Ausbrüchen im Forte mit ausdrucksvollen Streicher- und Holzbläserpassagen im Piano.
- Variation 3 (Takt 85–128), F-Dur, mit Auflösung der Melodie in Sechzehnteln, wobei die Violinen „al ponticello“ (mit dem Bogen nahe dem Steg) spielen, wodurch ein etwas harter Ton entsteht; Wechsel von Passagen forte und piano.
- Coda (Takt 128 ff.), F-Dur, mit auftaktigem Vorhaltsmotiv, idyllisch-pastorale Klangfarbe durch Einsatz von Holzbläsern und Streichern.

### Dritter Satz: Menuetto. Allegretto
C-Dur, 3/4-Takt, mit Trio 116 Takte

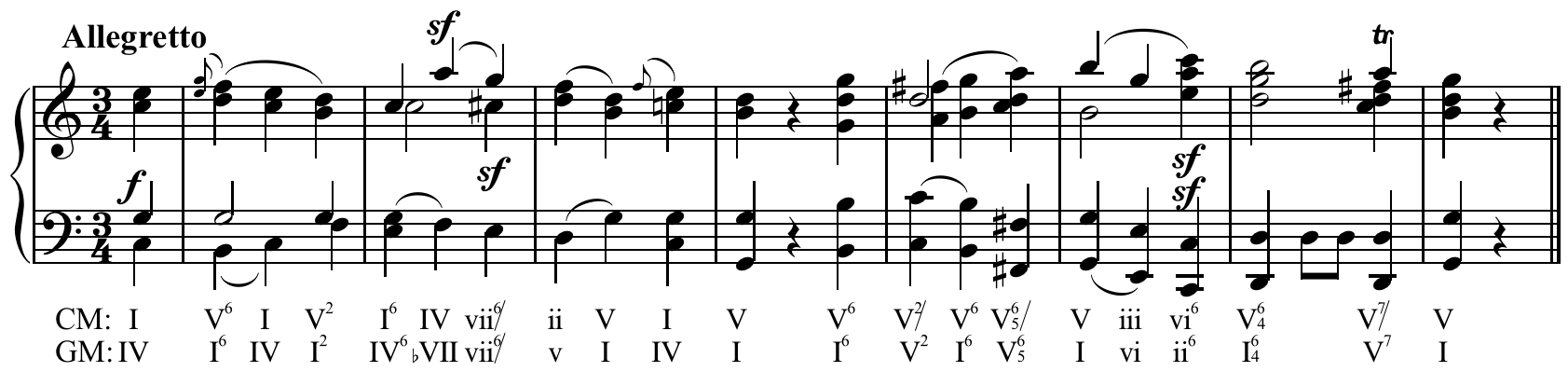
Erster Teil des Menuetts (Klavierauszug) mit Angabe der Harmonien (römische Ziffern).

Im dritten Satz hat Haydn alle Wiederholungen ausgeschrieben, um (wie im Adagio) die Abschnitte in ihrer Klangfarbe variieren zu können (z. B. bei Anfang des Menuetts: zunächst Hauptmelodie im Tutti, dann der Anfang der Melodie staccato von den Streichern im Piano).
Das Menuett hat eine einfache Hauptmelodie in gleichmäßiger Viertelbewegung. Durch den schweren Auftakt und die Betonungen auf zweiter und dritter Zählzeit in Takt 3 wird das Metrum jedoch etwas verschleiert, auch im weiteren Satzverlauf spielen die Betonungen / Akzente eine wichtige Rolle. Insgesamt weist das Menuett einen festlich-pompösen Charakter auf und schließt somit an das Vivace an. Auffällig ist der Kontrast von gebundener, „gefühlvoller“-Viertelbewegung (teils von Chromatik „getrübt“) vom zweiten Teil der Hauptmelodie im Wechsel mit den Staccato-Abschnitten des ersten Teils der Hauptmelodie sowie ein Paukenwirbel kurz vor Ende des zweiten Abschnitts des Menuetts.
Das Trio steht ebenfalls in C-Dur, ist harmonisch einfach gehalten (Tonika – Dominante) und steht durchweg im Piano. Die solistisch geführte 1. Oboe und die Fagotte spielen mit der parallel geführten 1. Violine eine länderartige Melodie mit jodlerartigen Vorschlägen. Bei der letzten Wiederholung des Themas (ab Takt 109) hat Haydn notiert: „in 8va Salomon Solo ma piano“ („in der Oberen Oktave Salomon Solo, aber leise“): Der Konzertmeister Johann Peter Salomon mit der 1. Violine sollte die Melodie hier solistisch eine Oktave höher spielen – unterstützt nun auch von den Trompeten und Pauken, die bisher geschwiegen hatten.

### Vierter Satz: Finale. Presto assai
C-Dur, 2/4-Takt, 333 Takte
Das erste Thema (oder: Rondo-Thema, da der Satz in der Form zwischen Rondo und Sonatensatzform steht: „Sonatenrondo“) ist dreiteilig angelegt (A-B-A´): Der thematische Hauptgedanke (Takt 1–8) besteht aus einem auftaktigen, volkstümlich-tänzerischen piano-Motiv der Streicher mit stimmführender 1. Violine und einer absteigenden Staccato-Achtelkette im Forte-Unisono (die ersten vier Töne sind mit dem Thema des Trios identisch). Bei der ausgeschriebenen Wiederholung (Takt 9–16) ist das Fagott mit stimmführend, das auch im weiteren Satzverlauf immer wieder solistisch hervortritt. Das Rondothema wird als ganzes wiederholt (A-Teil, Takt 1–16). Der Mittelteil (B-Teil, Takt 17–36) führt die Achtelketten weiter, anfangs im Dialog Streicher – Oboen und durchweg unterlegt von tupfenden Tonrepetition der Hörner. Daraufhin wird der Hauptgedanke nochmals als Variante aufgegriffen, wobei ein aus dem vorigen Material abgeleitetes Schlussmotiv mit fünffacher Tonrepetition typisch ist („Schlussmotiv“; A´-Teil, Takt 37–50). Auch Takt 17–50 wird als Gesamtheit wiederholt.
Das erste Zwischenspiel bzw. Couplet (Takt 50–113) beginnt als schwungvolle Weiterführung der Hauptmelodie (Legato-Motiv). Ab Takt 58 setzt abrupt eine Forte-Passage ein, wobei das Schlussmotiv als Variante nacheinander in den Instrumententruppen auftritt mit gegenstimmenartiger Begleitung der Achtelketten. Ab Takt 81 wird der Satz mit dem Schlussmotiv in der Doppeldominanten D-Dur wieder einstimmig. Haydn führt dann mit dem Legato-Motiv ab Takt 97 zur Dominante G-Dur. Die Musik kommt dann jedoch mit dem auftaktigen Themenkopf vom Hauptmotiv ins Stocken und erreicht schließlich wieder die Tonika C-Dur.
Reprisenartig bzw. als Refrain wird nun das Hauptthema in C-Dur gespielt (Takt 114–121), jedoch ohne Wiederholungen: bereits nach acht Takten folgt das zweite Zwischenspiel bzw. Couplet.
Dieses (Takt 122–195) beginnt mit dem Hauptthema im unerwarteten Fortissimo, Haydn moduliert im Folgenden durch verschiedene B-Tonarten und lockert die sonst dominierende Staccato-Bewegung in Achteln teilweise auch durch Sechzehntel-Begleitung auf. Nach einer Generalpause (Takt 156–157) beginnt dann nochmals ein Abschnitt mit dem Schlussmotiv in B-Tonarten.
Der zweite Auftritt des Refrains (Takt 196–245) bringt das Rondo-Thema noch mal in seiner dreiteiligen Struktur entsprechend dem Satzanfang, jedoch ohne Wiederholungen.
Die Coda (ab Takt 246) ist wie im Vivace relativ ausführlich gestaltet. Das Thema macht mehrere Anläufe, bricht aber immer wieder ab („wie eine Spieluhr, deren Werk überzogen oder bereits abgelaufen ist“), wird in seinen Notenwerten von Vierteln und Achteln zu ganzen und halben Noten mit Fermaten gedehnt und von leisen Pizzicato-Tönen beendet, bevor es in voller Gestalt erklingen konnte, und schließlich immer mehr in seine Grundbausteine aufgelöst. Ganz am Ende tritt der chromatische Gang aus dem Dialog des Rondothemas (Takt 21) nochmals auf, nun aber aufwärts statt abwärts.
Durch seinen ausgelassenen Charakter und das schnelle Tempo bekommt das Presto Züge eines „Kehraus“-Stückes. Der Satz hat nach Mainka (1991) „etwas von der Erregtheit des sog. „imbroglio“ der Opera buffa – Züge des komischen Entsetzens und der Entrüstung innerhalb grotesker Szenen der komischen Oper.“ Der Satz ist „ein echter Kehraus, der im wirbelnden Impetus den festlichen Anfang des Werkes ganz in ausgelassener Heiterkeit verklingen lässt.“ Auch Ulm (2007) bezeichnet das Presto assai als „heiter, witzig und übersprudelnd“.